# 托巴伊
托巴伊是奥地利布尔根兰州居辛县的一个市镇。总面积58.14平方公里，总人口1386人，人口密度23.8人/平方公里（2001年）。